# Ancient Rites
Ancient Rites ist eine belgische Black-Metal-Band mit Folk-Metal-Einflüssen aus Diest.

## Bandgeschichte
Gunther Theys gründete die Band 1989 mit den beiden Gitarristen Philip und Johan, dem Bassisten Wattie und dem Schlagzeuger Stefan. Bereits 1989 stieg Stefan wieder aus. Gunther Theys übernahm zusätzlich zum Bass den Gesang. In dieser Besetzung entstand 1990 das Demo Dark Ritual. Kurz danach starb Gitarrist Philip bei einem Autounfall und Schlagzeuger Stefan beging Suizid. Bart Vandereycken (Gitarre) und Walter van Cortenberg stiegen in die Gruppe ein.
1992 entstanden die Single Evil Prevails… und eine Split-7’’ mit der Death-Metal-Band Renaissance. 1993 folgten zwei weitere Split-Veröffentlichungen mit Uncanny aus Schweden und der griechischen Black-Metal-Band Thou Art Lord. Nach einer Promo und einer vierten Split-Veröffentlichung mit Enthroned, erschien 1994 das Debütalbum The Diabolic Serenades. 1996 folgte Blasfemia Eternal. Es war das letzte Album mit Vandereycken, der die Gruppe vor einer Europatournee mit Cradle of Filth verließ.
Der finnische Gitarrist Jan „Örkki“ Yrlund und Erik Sprooten stiegen 1997 ein. Zusammen mit Session-Keyboarder Oliver Philips nahmen sie das Album Fatherland auf, das eine neue Stilrichtung bei Ancient Rites einläutete. Waren die vorherigen Alben typische Black-Metal-Werke der 1990er, so übernahm die Gruppe ab diesem Album mehr orchestrale, symphonische Elemente in ihre Musik. Auch das lyrische Werk der Gruppe hatte sich geändert, okkulte und satanische Texte waren auf dem Album nicht mehr enthalten, stattdessen bediente sich Theys nun historischer Themen, wie die Inhaftierung des Templerordens (13th of October 1307), die Entwicklung Europas (Mother Europe) und weitere historische Begebenheiten. 2001 folgte Dim Carcosa, erstmals mit Keyboarder Walter Van Cortenberg. Auf einer Europatournee mit Dismember, Septic Flesh, Primordial, Impious und Blood Red Throne wurde mit And the Hordes Stood as One das erste Livealbum veröffentlicht.
Nach mehreren Umbesetzungen entstand 2006 das Album Rubicon. Nach den weiteren Postenwechseln erschien 2015 Laguz, bis dato das letzte Album der Gruppe.

## Stil
Waren die ersten beiden Alben The Diabolic Serenades und Blasfemia Eternal noch sehr stark vom gerade populären Death-/Black Metal der 1990er Jahre beeinflusst, hatten Ancient Rites ab Fatherland eine eigene Nische gefunden. Zu dem Black Metal traten verstärkt Elemente Neoklassischer Musik gepaart mit gesampleter historischer Instrumentierung. Ebenso vollzog sich ein Wandel von den satanischen Texten der Anfangstage zu eurozentrierten historischen Themen. Eine pro-europäische Einstellung zeigt sich in Texten wie Mother Europe und Ode to Ancient Europa sowie der Zusammenarbeit mit Musikern aus den Niederlanden, Finnland und Deutschland. Die Texte sind außerdem von Theys’ Interesse am Heidentum geprägt. Texte wie Fatherland brachten die Gruppe in den Verdacht, rechtsextreme Ansichten zu verbreiten. Gunther Theys verneint eine Vermischung von Musik und Politik bei Ancient Rites, ist allerdings auch Mitglied in der Mittelalter-Metal-Band Iron Clad und der Oi!-Gruppe Lion’s Pride. Insbesondere letzte trat immer wieder mit Rechtsrock-Gruppen auf. Eine Split-DVD mit Brigade M wurde am 29. Juli 2009 in Deutschland indiziert.

## Diskografie

### Demos
- Dark Ritual (1990)
- Promo 1992 (1992)
- Promo ’94 (1994)

### Alben
- The Diabolic Serenades (1994)
- Blasfemia Eternal (1996)
- Fatherland (1998)
- Dim Carcosa (2001)
- Rubicon (2006)
- Laguz (2015)

### Singles und EPs
- Evil Prevails (EP, 1992)
- Longing for the Ancient Kingdom II / Windows (Split-7’’ mit Renaissance, 1992)
- Thou Art Lord / Ancient Rites (Split-7’’, 1993)
- Uncanny / Ancient Rites (Split-LP, 1993)
- Scared by the Darkwinds / Longing for the Ancient Kingdom II (Picture-EP mit Enthroned, 1994)

### Sonstige Veröffentlichungen
- The First Decade 1989–1999 (Kompilation, 1999)
- Scenes of Splendour (VHS/CD-R, 2001)
- And the Hordes Stood as One (Livealbum/DVD, 2003)